# Zuidelijke Huikameer
Het Zuidelijke Huikameer, Zweeds – Fins: Huikajärvi of Vuolep-Huikajaure, Samisch: Lulit Huikkájávri, is een meer in Zweden. Het ligt in de gemeente Kiruna in de Huikavallei, iets ten zuidoosten van de Huikaberg. Het meer wordt vanuit het noorden gevoed door de Muosurivier en /of Huikarivier, deze stroomt door het meer en verlaat het meer aan de zuidkant.
Afwatering: meer Zuidelijke Huikameer → Muosurivier → Birtimesrivier → meer Vittangimeer → Vittangirivier → Torne → Botnische Golf